# Edmond Goergen
Edmond Goergen (Müllendorf, 12 december 1914 – Luxemburg-Stad, 28 april 2000) was een Luxemburgs schilder, tekenaar en restaurator.

## Leven en werk
Edmond Goergen werd geboren in een landbouwersgezin als zoon van Willy Goergen en Anne Schleich. Hij werd opgeleid aan het Institut Émile-Metz  in Dommeldange en de École d'artisans de l'État in Limpertsberg, waar hij les kreeg van Pierre Blanc, Eugène Kurth en Josy Meyers. Vanaf 1934 werkte hij als hoogfrequenttechnicus bij Radio Télévision Luxembourg. Na de Duitse bezetting in 1940 werd hij ontslagen maar kort daarna weer in dienst genomen. Tijdens de Tweede Wereldoorlog was hij actief in het verzet, als lid van de Letzeburger Vollekslegio'n. Hij verzorgde onder meer radiocommunicatie tussen Luxemburg en de geallieerden. In 1942 lag hij aan de basis van de algemene staking in Luxemburg. Op 30 augustus 1942 onderschepte hij een Duits bericht waarin gemeld werd dat de net ingevoerde dienstplicht voor het Duitse leger nog zou uitgebreid worden. Hij fietste 's nachts van Junglinster naar Wiltz om dit bericht bekend te maken. De volgende ochtend brak in Wiltz een staking uit die zich verspreidde over het land. Op 14 december 1943 werd hij door de Gestapo gearresteerd en naar concentratiekamp Hinzert gestuurd. Hij werd later overgebracht naar Sachsenhausen en in 1944 naar Mauthausen. Hij maakte tijdens zijn gevangenschap tekeningen, die na de oorlog werden gepubliceerd in de boeken Les geôles sanglantes (1947) en Dessins de Mauthausen (1975) van Christian Calmes. Hij ontving in 1946 het Frans Oorlogskruis.
Na de oorlog maakte Goergen de overstap naar de kunst. Hij studeerde aan de École universelle en de École nationale supérieure des beaux-arts in Parijs en specialiseerde zich in het restaureren van schilderijen. Hij was enige tijd assistent op het restauratieatelier van het Louvre en als zodanig betrokken bij de restauratie van De bruiloft te Kana van Paolo Veronese. In 1948 keerde hij terug naar Luxemburg, waar hij in meerdere kerken de wandschilderingen restaureerde. Hij werd hoofd van de restauratieafdeling van het Musée national (1966), later werd hij benoemd tot conservator bij de Service des sites et monuments nationaux (1977).
In zijn vrije tijd schilderde Goergen portretten, dorpsgezichten en landschappen in olieverf. Hij was lid van de Cercle Artistique de Luxembourg (CAL) en stichtend lid van de Europese vereniging van beeldende kunstenaars uit de Eifel en de Ardennen (1957). Hij exposeerde onder meer op de jaarlijkse Salons du CAL, de Salons des Artistes Français en de Salons d'Automne in Parijs. Hij werd meerdere malen onderscheiden voor zijn werk en ontving onder meer de Prix Grand-Duc Adolphe (1951) en de Kaiser-Lothar-Preis (1978). In 1986 werd hij benoemd tot ridder in de Franse Orde van Kunsten en Letteren.
Edmond Goergen overleed op 85-jarige leeftijd.

## Enkele werken
- 1950 fresco in het koorgewelf van de parochiekerk van Remerschen.
- 1953 ontwerp herdenkingspenning ter gelegenheid van het huwelijk van groothertog Jean van Luxemburg.[6]
- 1954 kruisweg voor de Onze-Lieve-Vrouw-Hemelvaartkerk van Bollendorf-Pont.
- 1956 portret van de heer Massonnet, burgemeester van Aarlen.

## Galerij

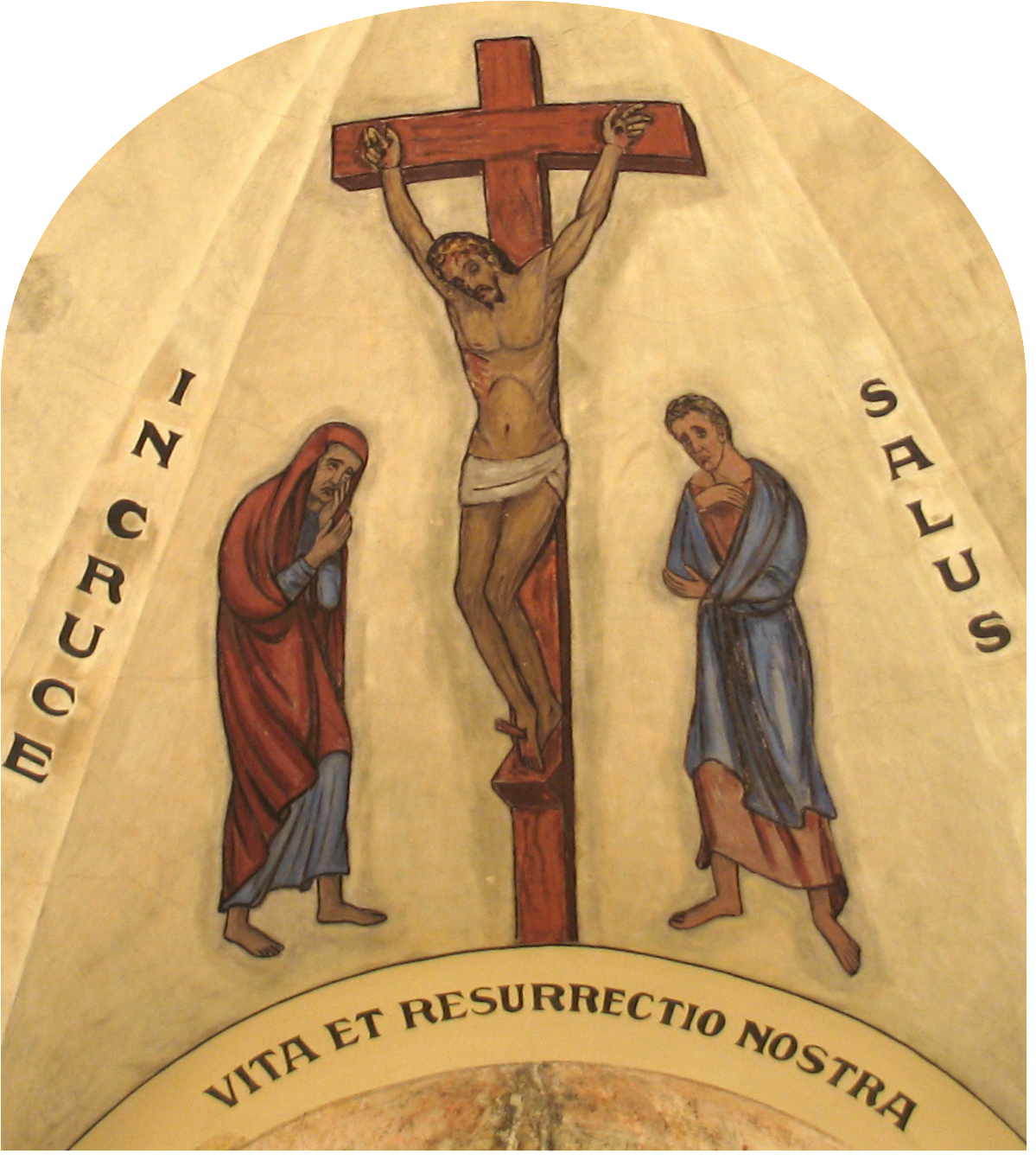
Detail fresco (1950), Remerschen
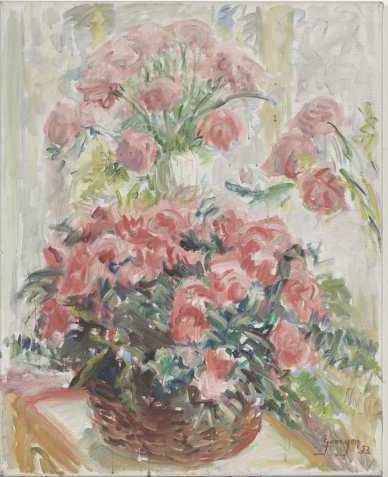
Mand met bloemen (1952)
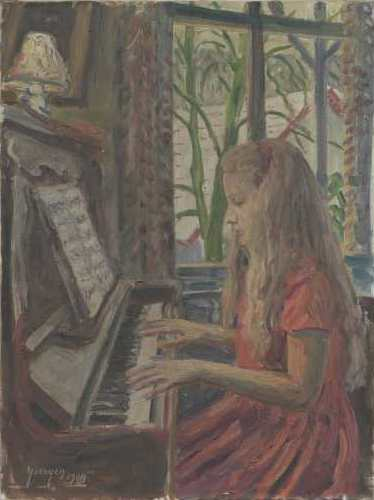
Dochter Viviane aan de piano (1960)
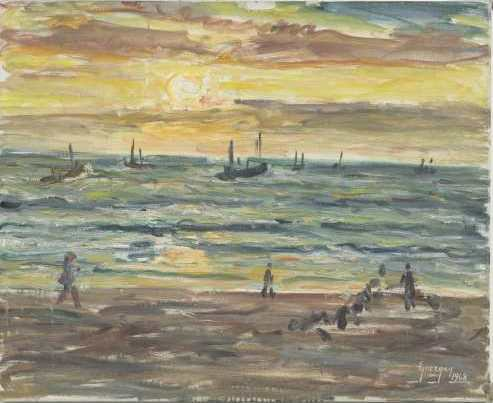
Strand van Saint-Malo (1968)
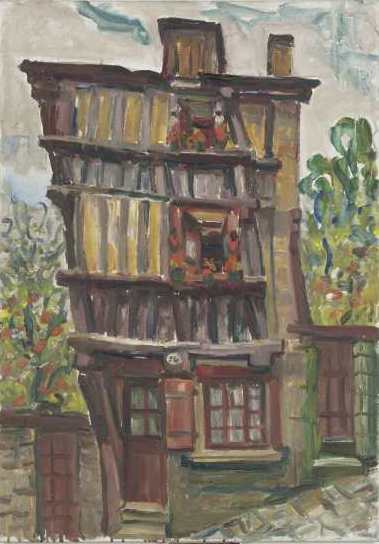
Vakwerkhuis (1968)

## Onderscheidingen
- 1951 gouden medaille op de Salons des Artistes Français
- 1951 Prix Grand-Duc Adolphe
- 1956 gouden medaille van de Société des Artistes français
- 1967 Grand Prix van Nice
- 1971 gouden plak van de Grand Prix van New York
- 1978 Kaiser Lothar Preis, Prüm
- 1981 Rheinlandthaler, Düsseldorf
- 1986 Ridder in de Orde van Kunsten en Letteren